# 万寿台芸術団
万寿台芸術団（マンスデげいじゅつだん）とは、朝鮮民主主義人民共和国（北朝鮮）の歌舞団。

## 概要
「万寿台芸術団」（マンスデ芸術団）は、1946年に創立された平壌歌舞団を前身とする。その後、国立歌舞団等を統廃合し、1969年9月27日に現在の「万寿台芸術団」に改称された。
万寿台芸術団は、音楽人、演劇俳優、舞踊団、管弦楽団など約300人で構成されている。平壌の万寿台芸術劇場を主な公演劇場に使用している。代表的な作品は、1972年に公演された革命歌劇「花を売る乙女」。万寿台芸術団は、金日成主席の主体思想や金正日総書記の文芸指導の方針を採り入れ社会主義リアリズムを体現して北朝鮮の社会主義革命建設の実現を目指すとされている。
金正日総書記の息子金正哲、金正恩の母である高英姫が、かつて舞踊家として在籍していたことがあり、同楽団日本公演にも参加している。

## 主な歴代所属歌手(前身時代を含む)
男声
- パク・ヨンスン（박영순）　　人民俳優、テノール。 国立歌舞団を経て万寿台芸術団へ。万寿台芸術団団長・顧問を歴任。元功勲男声重唱組メンバーの後、作詞家としても活動。2014年10月に死去。
- チュ・チャンヒョク（주창혁）人民俳優、テノール。 元万寿台芸術団声楽顧問。元男声4重唱組・功勲男声重唱組メンバー。2016年1月に死去。
- キム・ユニ（김윤희）　　　　人民俳優、バリトン(洋楽声楽)。 革命歌劇「花を売る乙女」で裵地主(初代)を演じた。
- ロ・ヨングォン（로용권）　　人民俳優、バス。 現在朝鮮人民軍芸術学院声楽学部教員。元男声4重唱組メンバー。
- キム・ソニル（김선일）　　　人民俳優、テノール。 元功勲男声重唱組メンバー。
- チェ・ヨンギル（최영길）　　人民俳優、テノール。 元男声4重唱組・功勲男声重唱組メンバー。
- リ・ヨンウク（리영욱）　　　人民俳優、テノール(洋楽声楽)。 革命歌劇「花を売る乙女」のチョルヨンを演じた。
- キム・スンヨン（김승연）　　人民俳優、バリトン。 その後血の海歌劇団を経て、現在金元均名称平壌音楽大学声楽講座教員、功労者名俳優芸術扇動隊所属。  革命歌劇「花を売る乙女」薬屋主人(初代)を演じた。
- ホ・グァンス（허광수）　　　人民俳優、バス(洋楽声楽)。現在金元均名称平壌音楽大学教員。
- パク・ヨンセ（박영세）　　　功勲俳優、バリトン。 現在万寿台芸術団声楽顧問。元男声4重唱組・功勲男声重唱組メンバー。
- チェ・ギョンウク（최경욱）　功勲俳優、テノール(洋楽声楽)。 尹伊桑管弦楽団の兼任歌手としても活動した。現在功労者名俳優芸術扇動隊所属。
- リ・ウンリョン（리운룡）　　功勲俳優、テノール(洋楽声楽)。 革命歌劇「花を売る乙女」でチョルヨン(初代)を演じた。
- パク・ケス（박계수）　　　　功勲俳優。テノール。元男声4重唱組・功勲男声重唱組メンバー。
- キム・ソンイル（김성일）　　功勲俳優、テノール(民族声楽)。その後、統一音楽団でも活動。
- キム・イルァン（김일황）　　功勲俳優、テノール(民族声楽)。 2009年に中国の小説を歌劇化した「紅楼夢」(血の海歌劇団が上演)で主人公賈宝玉を務めた。  祖父は60年代に同じ賈宝玉役の初代を務めた功勲俳優キム・ジョンファ。  父は血の海歌劇団所属歌手の功勲俳優キム・ヨンハ。
- リム・ヨンチョル（림영철）　功勲俳優、テノール(洋楽声楽)。 一時朝鮮人民内務軍芸術団に在籍し再び万寿台芸術団へ。
- リ・ヨンギョ（리영교）　　　功勲俳優、テノール(洋楽声楽)。朝鮮人民内務軍協奏団を経て万寿台芸術団へ。
- ペ・ソングォン（배성권）　　功勲俳優、テノール(洋楽声楽)。朝鮮人民内務軍協奏団課長を経て万寿台芸術団へ。
- リョム・ドンソン（렴동선）　バリトン。 国立民族芸術団初級党秘書を経て現在金元均名称平壌音楽大学学長を務める。
- リ・ギボク（리기복）　　　　バス(洋楽声楽)。
- キム・ハチョル（김하철）　　バリトン。 革命歌劇「花を売る乙女」3代目の裵地主を演じた。
- キム・ロクソン（김록선）　　バリトン。 革命歌劇「花を売る乙女」3代目の黄老人を演じた。現在功労者名俳優芸術扇動隊所属。
- ファン・ミン（황민）　　　　テノール。革命歌劇「花を売る乙女」で3代目の薬屋主人を演じた。
- ウ・ミョンシク（우명식）　　バリトン(洋楽声楽)。
- リ・チョルジュン（리철준）　テノール(洋楽声楽)。
- ホン・セボン（홍세봉）　　　テノール(民族声楽)。平安北道芸術団を経て万寿台芸術団へ。
- キム・ウンサム（김웅삼）　　テノール(洋楽声楽/大衆歌謡)。 銀河水管弦楽団を経て万寿台芸術団へ。2016年に音楽舞踊物語「青春の自叙伝」主役を務めた。
- リ・チュニル（리춘일）　　　テノール(洋楽声楽)。銀河水管弦楽団を経て万寿台芸術団へ。
- ナム・ウォンチョル（남원철）バリトン(洋楽声楽)。 銀河水管弦楽団・朝鮮人民内務軍協奏団を経て万寿台芸術団へ。
- リ・グムヒョク（리금혁）　　テノール(洋楽声楽)。 銀河水管弦楽団を経て万寿台芸術団へ。※朝鮮人民軍協奏団の同姓同名歌手とは別人。
- アン・ミョンイル（안명일）　バリトン(洋楽声楽)。

女声
- チェ・ヘオク（최해옥）　　　人民俳優、ソプラノ。 革命歌劇「花を売る乙女」主役コップニ(初代)を演じた。1997年8月に元エジプト大使の夫張承吉とアメリカへ亡命。

- ハム・クムジュ（함금주）　　人民俳優、ソプラノ。 音楽舞踊物語「楽園の歌」主役を務めた。※功勲国家合唱団の同姓同名歌手とは別人。
- キム・ソリ（김설희）　　　　人民俳優、メゾソプラノ(洋楽声楽)。 革命歌劇「花を売る乙女」で母親(初代)を演じた。
- チョ・ヘギョン（조혜경）　　人民俳優、ソプラノ(洋楽声楽)。 現在平壌学生少年宮殿声楽教員。元女声合唱団団長。また尹伊桑管弦楽団の兼任歌手としても活動した。
- リ・ヒャンスク（리향숙）　　人民俳優、ソプラノ(洋楽声楽)。 国家重奏団、銀河水管弦楽団所属を経て、現在金元均名称平壌音楽大学声楽学部長。
- オ・ヨンエ（오영애）　　　　功勲俳優、メゾソプラノ。 革命歌劇「花を売る乙女」でヨンランの母(初代)を演じた。前身の国立歌舞団時代から活躍した。
- キム・リョノク（김련옥）　　功勲俳優、ソプラノ(民族声楽)。元万寿台芸術団声楽顧問。
- ロ・チュヌァ（로춘화）　　　功勲俳優。元功勲女声重唱組メンバー。前身の国立歌舞団時代から活躍した。
- チェ・グミ（최금희）　　　　功勲俳優。元功勲女声重唱組メンバー。
- シン・スキ（신숙희）　　　　功勲俳優。元功勲女声重唱組メンバー。前身の国立歌舞団時代から活躍した。
- キム・ボンヒ（김봉희）　　　功勲俳優。元功勲女声重唱組メンバー。
- オ・リョンシム（오련심）　　功勲俳優、ソプラノ。 元功勲女声重唱組メンバー。前身の国立歌舞団時代から活躍した。その後、血の海歌劇団で活躍した。
- リ・ウノン（리운홍）　　　　功勲俳優、ソプラノ(民族声楽)。元女声民謡4重唱組メンバー。
- ペク・ジョンスク（백정숙）　功勲俳優、ソプラノ。元女功勲声重唱組メンバー。
- アン・ファボク（안화복）　　功勲俳優、メゾソプラノ(洋楽声楽)。
- リュ・ヨンオク（류영옥）　　功勲俳優、ソプラノ。 革命歌劇「花を売る乙女」主役コップニの幼年期(初代)を演じた。その後、血の海歌劇団指導員等を経て、現在功労者名俳優芸術扇動隊隊長。
- ユン・ヒスク（윤희숙）　　　功勲俳優、ソプラノ。 革命歌劇「花を売る乙女」主役コップニ(2代目)を演じた。現在は声楽指導員。
- リ・インスク（리인숙）　　　功勲俳優、メゾソプラノ(洋楽声楽)。現在中央芸術扇動社声楽講師。
- パク・ポキ（박복희）　　　　功勲俳優、ソプラノ(民族声楽)。元女声民謡4重唱組メンバー。
- パク・スニャン（박순향）　　功勲俳優、ソプラノ。
- チョン・ミョンヒ（전명희）　功勲俳優、ソプラノ(洋楽声楽)。尹伊桑管弦楽団の兼任歌手としても活動した。現在は声楽室長。
- ソク・ラニ（석란희）　　　　功勲俳優、メゾソプラノ(大衆歌謡)。 現在金元均名称平壌音楽大学声楽講座教員。
- キム・ギョンオク（김경옥）　功勲俳優、ソプラノ(民族声楽)。 現在金元均名称平壌音楽大学民族声楽講座長。
- チョ・チュノク（조춘옥）　　功勲俳優、ソプラノ(洋楽声楽)。国立交響楽団を経て万寿台芸術団へ。現在金元均名称平壌音楽大学教員。
- ソク・リョニ（석련희）　　　功勲俳優、ソプラノ(民族声楽)。元女声民謡4重唱組メンバー。2013年までアリラン祭の冒頭で民謡アリランの歌唱を担当。
- クォン・ミファ（권미화）　　功勲俳優、ソプラノ(民族声楽)。 旺戴山芸術団、朝鮮人民内務軍芸術団を経て万寿台芸術団へ。現在は歌手兼声楽講師。
- オ・ヨンヒ（오영희）　　　　ソプラノ。
- キム・ミラ（김미라）　　　　ソプラノ。 革命歌劇「花を売る乙女」でスンヒ(初代)を演じた。その後、朝鮮人民軍協奏団で活動した。
- リ・オクヒ（리옥희）　　　　メゾソプラノ。 現在万寿台芸術団女声合唱団団長。
- キム・ジョンスン（김정순）　ソプラノ(民族声楽)。
- ムン・ヘスク（문혜숙）　　　メゾソプラノ(洋楽声楽)。 革命歌劇「花を売る乙女」で母親を演じた。
- キム・ヘスク（김혜숙）　　　アルト。元功勲女声重唱組、女声民謡4重唱組メンバー。
- キム・スニ（김순희）　　　　ソプラノ(民族声楽)。元女声民謡4重唱組メンバー。
- キム・ジョンオク（김정옥）　メゾソプラノ(洋楽声楽)。 革命歌劇「花を売る乙女」で地主妻を演じた。
- ウ・ソンスク（우선숙）　　　ソプラノ。 革命歌劇「花を売る乙女」主役コップニ(3代目)を演じた。現在金元均名称平壌音楽大学声楽講座教員。
- リ・ボヨン（리보영）　　　　ソプラノ(大衆歌謡)。
- ソン・ソルヒ（송설희）　　　ソプラノ。 10歳から現在まで革命歌劇「花を売る乙女」でスンヒを演じる。現在血の海歌劇団所属。
- チョン・ギョンラン（전경란）ソプラノ(洋楽声楽)。
- クォン・ソンイ（권송이）　　ソプラノ(洋楽声楽)。
- キム・グムジュ（김금주）　　ソプラノ(洋楽声楽)。銀河水管弦楽団、万寿台芸術団を経て、現在金元均名称平壌音楽大学声楽講座教員。
- パク・クムヒ（박금희）　　　ソプラノ(洋楽声楽)。銀河水管弦楽団を経て万寿台芸術団へ。
- キム・ギョンヒ（김경희）　　ソプラノ(洋楽声楽)。銀河水管弦楽団を経て万寿台芸術団へ。
- リ・ジョンファ（리정화）　　ソプラノ(洋楽声楽)。銀河水管弦楽団を経て万寿台芸術団へ。
- キム・ウニ（김은희）　　　　ソプラノ(洋楽声楽)。
- チェ・グムジュ（최금주）　　ソプラノ(洋楽声楽)。 在学中に「紅楼夢」(血の海歌劇団が上演)で薛寶釵を演じた。
- カン・ウンジュ（강은주）　　ソプラノ(洋楽声楽)。
- キム・ダンミ（김단미）　　　メゾソプラノ(大衆歌謡)。
- ハン・へオク（한혜옥）　　　アルト(大衆歌謡)。
- オム・ソンイェ（엄송예）　　メゾソプラノ(洋楽声楽)。
- カン・ウナ（강은아）　　　　ソプラノ(民族声楽)。 銀河水管弦楽団を経て万寿台芸術団へ。父は俳優のカン・ジェマン(강재만)。

など。

## 主な作曲家
- ホ・グムジョン（허금종）　　人民芸術家。
- キム・ジェソン（김제선）　　人民芸術家。旺戴山軽音楽団団長、万寿台芸術団団長・顧問を務めた。2015年に死去。
- チェ・ジェソン（최재선）　　人民芸術家。
- リ・ジョンオン（리정언）　　人民芸術家。
- リ・ハクポム（리학범）　　　人民芸術家。
- キム・ゴニル（김건일）　　　人民芸術家。
- ソン・グァンリム（송광림）　人民芸術家。万寿台芸術団室長を務めた。
- ソン・ドンチュン（성동춘）　人民芸術家。
- チョ・イルリョン（조일룡）　人民芸術家。

など。